# Sarah Fisher Hartman Racing
Sarah Fisher Hartman Racing was een Amerikaans raceteam dat deelnam aan de IndyCar Series. Het werd in 2008 opgericht door coureur Sarah Fisher. In december 2011 werd zakenman Willis E. Hartman mede-eigenaar van het team en veranderde de naam van Sarah Fisher Racing naar Sarah Fisher Hartman Racing.
Fisher was zelf lange tijd coureur voor haar eigen team. Het team behaalde in 2011 de eerste en enige overwinning in de IndyCar Series, Ed Carpenter won op de Kentucky Speedway.